# Konrad Püschel
Konrad Püschel (* 12. April 1907 in Wernsdorf; † 20. Januar 1997 in Weimar; vollständiger Name: Friedrich Konrad Püschel) war ein deutscher Architekt, Stadtplaner und Hochschullehrer.

## Leben und Werk
Püschel studierte ab 1926 am Bauhaus Dessau, nach dem Vorkurs Malerei bei Paul Klee und Wassily Kandinsky, dann Fotografie bei László Moholy-Nagy. Außerdem arbeitete er in der Bühnenwerkstatt von Oskar Schlemmer und ab 1927 in der Tischlerei unter Marcel Breuer. Schließlich studierte er Architektur bei Hannes Meyer, der sein Mentor wurde. Beim Bau der Laubenganghäuser in Dessau arbeitete er unter der Leitung Meyers mit Philipp Tolziner, Béla Scheffler und Hubert Hoffmann zusammen.
Als Meyer ab 1928 die ADGB-Bundesschule in Bernau errichtete, machte Püschel dort ein mehrwöchiges Praktikum als Maurer und Zimmermann. In einem Brief an seinen Freund Walter Tralau schrieb er: „Ich will den Sommer über noch in Bernau bleiben, denn was ich hier lerne [,] kann mir das Bauhaus nicht in 8 Semestern geben. Hier bekomme ich erstmal einen Kontakt zum Bau.“
Von 1931 bis 1936 gehörte er mit Rene Mensch (d. i. Ré Soupault), Klaus Meumann, Bela Scheffler, Philipp Tolziner, Anton Urban und Tibor Weiner in der UdSSR zur Gruppe Hannes Meyer, die auch Rote Bauhausbrigade oder Brigade Rot Front genannt wurde. 1933 heiratete Püschel in Moskau Lieselotte. Im Mai 1937 ging er mit seiner Frau zurück nach Deutschland. Er fand eine Anstellung bei Alfred Arndt, bei dem er vor allem Entwürfe für Industriebauten machte. 1939 entwarf er auch das Haus von Margaretha Reichardt in Erfurt. Von 1940 bis 1945 nahm Püschel als Soldat der Wehrmacht in Nordafrika und zuletzt an der Ostfront am Zweiten Weltkrieg teil. 1947 kam er völlig abgemagert aus sowjetischer Kriegsgefangenschaft zurück nach Weimar. Dort verhalf ihm Gustav Hassenpflug zu einer Assistentenstelle an der Weimarer Hochschule für Baukunst und Bildende Künste.
Nach dem Koreakrieg wurde er von der DDR nach Nordkorea geschickt, wo er von 1954 bis 1959 als Hauptplaner den Wiederaufbau der Städte Hamhŭng und Hŭngnam leitete. Nach der Rückkehr gründet er 1960 an der Weimarer Hochschule die Fakultät für Dorfplanung, die er bis zu seiner Pensionierung 1972 leitete.
Püschel blieb lebenslang mit dem Bauhaus verbunden. U. a. leitete er die Instandsetzung des Bauhausgebäudes Dessau von Walter Gropius.

## Ausstellungen mit Arbeiten Püschels
- 1967: Dessau, Schloss Georgium („Moderne Formgestaltung – das fortschrittliche Erbe des Bauhauses“)
- 1979: Weimar, Kunsthalle am Theaterplatz, und 1986: Dessau, Bauhaus („Bauhaus 1919–1933“)
- 1981: Dessau, Wissenschaftlich-Kulturelles Zentrum Bauhaus („Konrad Püschel. Studienarbeiten am Bauhaus Dessau“)

### Postum
- 2009/2010: New York, MoMA („Bauhaus 1919–1933. Workshops for Modernity“)
- 2018: Moskau, Garage Museum of Contemporary Art („bauhaus imaginista. Moving Away: The Internationalist Architect“)[1][2]